# キャレオ
ランスタッド株式会社キャレオ事業本部（旧社名：株式会社キャレオ）(英文社名：careo Co.,Ltd)は、東京都新宿区に本社を置き、首都圏に特化した総合人材サービス事業（オフィスワーク・テレマーケティング・エンジニア・製造分野に関する派遣・紹介事業）などを行う企業である。

## 沿革
- 1972年（昭和47年） - 6月- 有限会社共和エンジニアリング設立
- 1974年（昭和49年） - 7月- 株式会社共和エンジニアリングへ組織変更
- 1986年（昭和61年） - 7月- 一般労働者派遣事業許可取得（般13－010059）[1]
- 2002年（平成14年） - 7月- 有料職業紹介事業許可取得(13-ユ-010763)[2]
- 2006年（平成18年） - 5月- プライバシーマーク取得（10860521(03)JIS規格2006）[3]
- 2006年（平成18年） -12月- 株式会社キャレオ社名変更
- 2008年（平成20年） -10月- 株式会社キャレオホールディングス会社分割
- 2010年（平成22年） - 2月- 株式会社レナジーを吸収合併
- 2014年（平成26年） - 8月- 本社移転
- 2016年（平成28年） - 7月- ランスタッドグループへ
- 2018年（平成30年） - 4月- ランスタッド株式会社キャレオ事業本部へ

## 関連会社
- ランスタッド株式会社